# Amandine Bourgeois
Pour les articles homonymes, voir Bourgeois.
Amandine Bourgeois, née le 12 juin 1979 à Angoulême (Charente), est une chanteuse française. Elle a remporté la sixième saison de la version française de Nouvelle Star.

## Biographie

### Premiers pas musicaux
Née le 12 juin 1979 à Angoulême, fille d'un guitariste et d'une infirmière, Amandine Bourgeois grandit avec son beau-père bassiste, étudie le solfège à sept ans et la flûte traversière au Conservatoire de Nice à neuf ans. À seize ans, elle forme un groupe rock et fait sa première expérience de la scène.
Après des études en hôtellerie, elle arrête la musique et démarre une carrière dans l’hôtellerie de luxe  en Angleterre et aux Îles Baléares, mais elle n'est pas satisfaite de cette nouvelle vie. À vingt-deux ans, elle retourne à Toulouse où elle reprend le chemin de la musique.
Elle se produit d'abord sur des petites scènes entre Albi, Gaillac et Toulouse, avec le groupe pop-rock Tess et le groupe funk-soul Zia. Elle fait ensuite des premières parties de concert avec le groupe Gold, puis décroche des premiers rôles dans la comédie musicale Le Casting en 2005 et l'opéra-rock The Wall mis en scène par Gilles Ramade en 2006. Elle continue à chanter des standards de la musique black et rock avec le groupe Zia, donnant corps à des interprétations puissantes basées sur l'improvisation et le réarrangement.

### Participation à Nouvelle Star

#### Déroulement
Elle est contactée par la production de la Nouvelle Star en 2007 lors des pré-castings de l'émission via son site Myspace qui héberge ses compositions et interprétations et se présente devant le jury au casting de Toulouse en novembre 2007.
Lors du prime final du 11 juin 2008, elle remporte le titre de Nouvelle Star 2008 face à Benjamin Siksou, avec à la clé un contrat avec Sony Music pour la production de son futur album. Elle participe ensuite au grand concert de la fête de la musique organisé par France 2 et à la tournée d'été de concerts organisée par la Nouvelle Star et NRJ.

#### Chansons interprétées

##### Prestations en solo
| Date de diffusion               | Titre                                                      | Interprète de la version originale | Votes du jury |
| ------------------------------- | ---------------------------------------------------------- | ---------------------------------- | ------------- |
| 5 mars 2008 (casting Toulouse)  | Andy                                                       | Rita Mitsouko                      | 4 « oui »     |
| 5 mars 2008 (casting Toulouse)  | Knockin' on Heaven's Door (à la guitare)                   | Bob Dylan                          |               |
| 13 mars 2008 (1er jour théâtre) | What's Up?                                                 | 4 Non Blondes                      |               |
| 26 mars 2008 (3e jour théâtre)  | Butterfly                                                  | Superbus                           |               |
| 2 avril 2008 (premier direct)   | Nothing Compares 2 U                                       | Sinéad O'Connor                    | 4 bleus       |
| 9 avril 2008                    | With a Little Help from My Friends (version de Joe Cocker) | Beatles                            | 4 bleus       |
| 16 avril 2008                   | Ne me quitte pas                                           | Jacques Brel                       | 4 bleus       |
| 23 avril 2008                   | Rehab                                                      | Amy Winehouse                      | 4 bleus       |
| 30 avril 2008                   | Against All Odds                                           | Phil Collins                       | 4 bleus       |
| 7 mai 2008                      | Bad Girls                                                  | Donna Summer                       | 4 bleus       |
| 7 mai 2008                      | Lola                                                       | Superbus                           | 2 bleus       |
| 15 mai 2008                     | When a Man Loves a Woman                                   | Percy Sledge                       | 4 bleus       |
| 15 mai 2008                     | Déjà vu                                                    | Beyoncé                            | 2 bleus       |
| 21 mai 2008                     | Allumer le feu                                             | Johnny Hallyday                    | 2 bleus       |
| 21 mai 2008                     | Beautiful                                                  | Christina Aguilera                 | 2 bleus       |
| 28 mai 2008                     | Bring Me to Life                                           | Evanescence                        | 4 bleus       |
| 28 mai 2008                     | Many Rivers to Cross                                       | Jimmy Cliff                        | 4 bleus       |
| 4 juin 2008 (demi-finale)       | River Deep, Mountain High                                  | Tina Turner                        | 4 bleus       |
| 4 juin 2008 (demi-finale)       | Rodéo                                                      | Zazie                              | 3 bleus       |
| 4 juin 2008 (demi-finale)       | I'm Kissing You                                            | Des'ree                            | 4 bleus       |
| 11 juin 2008 (finale)           | Hey You                                                    | Pink Floyd                         | 4 bleus       |
| 11 juin 2008 (finale)           | En apesanteur                                              | Calogero                           | 2 bleus       |
| 11 juin 2008 (finale)           | Somebody to Love                                           | Queen                              | 4 bleus       |

##### Prestations en duo/trio
| Date de diffusion              | Titre                  | Partenaires                          | Interprète de la version originale |  |
| ------------------------------ | ---------------------- | ------------------------------------ | ---------------------------------- |  |
| 19 mars 2008 (2e jour théâtre) | Tandem                 | avec Yolaine et Cindy                | Vanessa Paradis                    |  |
| 2 avril 2008 (premier direct)  | Imagine                | avec Thomas, Clément, Sian et Axelle | John Lennon                        |  |
| 9 avril 2008                   | Où sont les femmes     | avec Lucile                          | Patrick Juvet                      |  |
| 16 avril 2008                  | Diamonds Are Forever   | avec Sian                            | Shirley Bassey                     |  |
| 23 avril 2008                  | What a Wonderful World | avec Benjamin et Thomas              | Louis Armstrong                    |  |
| 30 avril 2008                  | C'est comme ça         | avec Benjamin                        | Les Rita Mitsouko                  |  |
| 15 mai 2008                    | Andy                   | avec Jules                           | Les Rita Mitsouko                  |  |
| 21 mai 2008                    | Je suis malade         | avec Ycare                           | Serge Lama                         |  |
| 28 mai 2008                    | Le Soleil de ma vie    | avec Cédric                          | Sacha Distel et Brigitte Bardot    |  |
| 28 mai 2008                    | Je suis un homme       | avec Ycare                           | Zazie                              |  |
| 4 juin 2008 (demi-finale)      | Comment te dire adieu  | avec Cédric                          | Françoise Hardy                    |  |
| 4 juin 2008 (demi-finale)      | Voilà, c'est fini      | avec Benjamin                        | Jean-Louis Aubert                  |  |
| 4 juin 2008 (demi-finale)      | Gimme some lovin       | avec Benjamin et Cédric              | Spencer Davis Group                |  |
| 11 juin 2008 (finale)          | Parole parole          | avec Benjamin                        | Dalida et Alain Delon              |  |
| 11 juin 2008 finale)           | Respect                | avec Benjamin                        | Otis Redding                       |  |
| 11 juin 2008 (finale)          | C'est vraiment toi     | avec Benjamin                        | Téléphone                          |  |

### L'après Nouvelle Star

#### 20m2
En avril 2009, Amandine Bourgeois présente son premier single, L'homme de la situation.
Ce single annonce son premier album, 20 m2, qui sort le 1er juin 2009. Cet opus est bien accueilli par le public (5e en France, 8e en Wallonie). Il est certifié disque d'or en France à la fin de l'été,. À la rentrée, Amandine Bourgeois sort un deuxième single, Tant de moi, qui ne sera finalement pas exploité par la maison de disques.
Le single suivant sort en janvier 2010, il s'agit de Du temps. Cette même année, elle part en tournée pour présenter son album sur scène. Cette tournée s'étale sur plusieurs mois jusqu'en novembre 2010.
Au total, 20 m2 s'écoule à près de 60 000 exemplaires en France et à plus de 70 000 exemplaires à travers l'Europe.
Elle interprète la bande origine du long métrage Tournée de Mathieu Amalric, qui remporte le prix de la mise en scène à Cannes en 2010.
En juin 2010, elle participe au film de Boris Bergman, parolier et auteur compositeur, Remets-lui Johnny Kid pour interpréter le titre Bijou, Bijou d'Alain Bashung.
Le 5 novembre 2010, la chanteuse américaine Beverly Jo Scott fait appel à Amandine Bourgeois pour participer au concert hommage à Janis Joplin Planet Janis au Cabaret Sauvage accompagnée de Paul Personne et Louis Bertignac.
En novembre 2011, le groupe Scorpions, à l’occasion de la sortie de l'album Comeblack, la choisit pour interpréter Still Loving You rebaptisé pour l’occasion : Still Loving You / Je t'aime encore.

#### Sans amour, mon amour
Son deuxième album Sans amour, mon amour sort le 19 mars 2012. Il est en partie réalisé en Angleterre dans les studios de Yellow Fish sous la direction du réalisateur artistique Ian Caple et des équipes d’Amy Winehouse. Les cordes sont enregistrées au Studios Abbey Road de Londres.
On y croise des compositeurs tels que Bertrand Papy qui a notamment composé la mélodie de Sans amour mon amour (texte d'Arnaud Garoux) ainsi que Guizmo du groupe Tryo, Thibaut Truchet compositeur pour Keny Arkana et Guillaume Soulan. Parmi les auteurs, outre Amandine Bourgeois elle-même, citons Arnaud Garoux et Boris Bergman, lequel écrit pour cet album les textes de Incognito, Le revoir, Rien pour plaire et Le temps est à la pluie. Notons également un duo avec Murray James, jeune chanteur anglais, sur le titre Incognito.
A l'occasion de cet album, elle fera les premières parties de Thomas Dutronc sur sa tournée des zéniths 2012, ainsi que celles de Johnny Hallyday sur plusieurs concerts, dont deux soirs au Royal Albert Hall de Londres.
En juillet 2012, elle se produit sur la scène découverte des Francofolies de la Rochelle.

#### Concours Eurovision de la chanson 2013
À la suite du choix de France 3, Amandine Bourgeois représente la France au Concours Eurovision de la chanson 2013,, avec la chanson L'Enfer et Moi. Ce titre a été proposé par son manager et sélectionné parmi dix-huit autres titres. Elle termine à la 23e place sur 26 pays, soit une place de moins qu'Anggun l'année précédente. En ouvrant le show de l'Eurovision, elle est la première représentante française depuis Guy Bonnet en 1983 à chanter en premier au Concours Eurovision. Par ailleurs, elle est la deuxième artiste gagnant de Nouvelle Star, après Jonatan Cerrada en 2004, à représenter la France au Concours Eurovision de la chanson.

#### Au masculin
Le 5 mai 2014, Amandine Bourgeois sort son troisième album solo, Au masculin.
Au masculin est un album d'hommages dans lequel Amandine revisite une quinzaine de standards de la chanson française : de La Ballade de Jim d'Alain Souchon à L'Eau à la bouche de Serge Gainsbourg en passant par La Rue Madureira de Nino Ferrer ou J'veux pas que tu t'en ailles de Michel Jonasz. On la retrouve également en duo avec Cali sur Il est cinq heures, Paris s'éveille et Beverly Jo Scott sur le titre Monalisa Klaxon de Jacques Higelin.
Le titre Quoi ma gueule du répertoire de Johnny Hallyday constitue le premier single issu de cet album et est suivi d'un deuxième, une ré-interprétation du titre de Stromae Alors on danse.

#### Georgia
En 2016-2017, Amandine Bourgeois participe à l'enregistrement puis à la tournée du livre disque Georgia réalisé par Albin de la Simone au profit de l'association SOS village d'enfants.

#### Omnia
Durant la même période, Amandine Bourgeois enregistre également son quatrième album à ICP Studios en Belgique avec Mat Bastard, le chanteur du groupe Skip the Use. Un premier single Tout est clair sort en 2017 et l'album Omnia en version digitale en octobre 2018. Un deuxième single On ira voir la mer accompagne cette sortie.

#### Coeur de femme
En 2022 Amandine Bourgeois devient artiste indépendante et produit en 2023 l'EP Cœur de femme. Il comprend quatre créations personnelles et une ré-interprétation originale du fameux Liberian Girl de Michael Jackson, le tout réalisé en voix a cappella et accompagné au piano par Philippe Magoo Bouthemy. Le deuxième titre de cet EP Je veux rêver sort en single quelques mois plus tard dans une version aux accents tango, en collaboration avec l’accordéoniste virtuose Lionel Suarez. Elle en fera la promotion sur l’émission Nouvelle Star 20 ans, dans laquelle on la découvre enceinte de son fils Léon.

#### M.E.U.F.
Amandine Bourgeois revient en 2024 avec son cinquième album M.E.U.F. (Mille Et Une Femmes) et le clip Je veux rêver. Cet opus marque une étape significative dans sa carrière, puisqu’elle en est la productrice, réalisatrice, compositrice et parolière. L’album reflète son éclectisme musical, mêlant des influences pop, latino, afro, tzigane, funk, dance et rock, témoignant de sa volonté de ne pas se laisser enfermer dans des genres musicaux prédéfinis. Les textes des chansons, empreints d’émotion brute, s’inspirent de son vécu personnel et de rencontres marquantes, offrant une perspective intime et authentique sur son univers artistique. Un album également émaillé de nombreuses collaborations.
Fin 2024 Amandine Bourgeois sort le clip Je crie la vie, extrait de ce nouvel album, qu’elle coréalise et enregistre avec une chorale d’enfants dirigée par Romain Lapeyre, musicien violoncelliste du London Symphony Orchestra et de l’Orchestre National du Capitole de Toulouse.

## Discographie

### Albums
- 2009 : 20 m2

L'album 20 m2 s'écoule à près de 60 000 exemplaires en France et plus de 70 000 exemplaires à travers l'Europe,.
1. Chacun son truc
2. L'homme de la situation
3. Tant de moi
4. Les loustics
5. Lisa
6. Chut
7. La fièvre acheteuse
8. Les trous
9. Étranger
10. Du temps
11. Sans lui
12. Larmes fœtales
13. Sale bain
14. Lady Namite

- 2012 : Sans amour mon amour, 5 000 exemplaires vendus[19]

1. Sans amour
2. Oulala
3. Envie d'un manque de problèmes
4. En claquant des doigts
5. Incognito (feat. Murray James)
6. Le revoir
7. Le temps est à la pluie
8. Amanites
9. Black out
10. Sortilèges
11. Stop le temps
12. Rien pour plaire
13. Cœur de pierre

- 2014 : Au masculin

1. La Ballade de Jim
2. Savoir aimer
3. Ma gueule
4. Il est cinq heures Paris s'éveille (feat. Cali)
5. Love Me, Please Love Me
6. Dansez sur moi
7. Je t'aimais, je t'aime et je t'aimerai
8. Alors on danse
9. Interlude Au masculin
10. Madame rêve
11. La Rua Madureira
12. Utile
13. Parler d'amour
14. L'Eau à la bouche
15. Mona Lisa Klaxon (feat. Beverly Jo Scott)
16. J'veux pas que tu t'en ailles
17. L'enfer et moi

- 2018 : Omnia

1. Pas à vendre
2. Tout est clair
3. Tell Me Who You Are
4. Soyons des débutants
5. On ira voir la mer
6. Le complexe utile
7. Signé ta petite fille
8. Oser pour le faire
9. Sick Love
10. J'ai un secret
11. Happiness in Your Arms

- 2024 : M.E.U.F. (Mille Et Une Femmes)

1. Un jour
2. Je veux rêver
3. Le temps qui passe
4. Minimum (feat. Elisa Tovati, Nadège Beausson-Diagne, Maya Kamaty, Sohee, Icee Drag On, Lady Fanny)
5. Bonne maman
6. Si je m'allonge (feat. Elsa Kopf)
7. Ami à mort
8. Kiss & fly (feat. Anne)
9. Bon courage madame
10. Mille et une nuits (feat. Renaud Leymans & Agav)
11. Je crie la vie
12. Minimum (version solo)
13. Si je m'allonge (version solo)
14. Mille et une nuits (version solo)

### EP
- 2022 : Cœur de femme

1. Je crie la vie (version acoustique)
2. Je veux rêver (version acoustique)
3. Kiss & Fly (version acoustique)
4. Liberian girl
5. Un jour (version acoustique)

### Singles
- 2009 : L'Homme de la situation
- 2009 : Tant de moi
- 2010 : Du temps
- 2011 : Sans amour
- 2012 : Envie d'un manque de problèmes
- 2013 : L'Enfer et Moi
- 2014 : Ma gueule (reprise de Johnny Hallyday)
- 2014 : Alors on danse (reprise de Stromae)
- 2018 : On ira voir la mer
- 2024 : Je veux rêver

### Collaborations
- 2003 : Hélène Rollès, album Tourner la page ; choriste
- 2011 : Libres de chanter pour Paroles de femmes, CD multi interprètes sorti à l'occasion de la journée de la femme pour l'association « Paroles de femmes ». Amandine Bourgeois y interprète Osez Joséphine d'Alain Bashung (Universal B004Q72LT6).
- 2011 : Still Loving You, je t'aime encore, single en duo avec le groupe Scorpions, sorti le 10 octobre (Sony Music Entertainment B005RCPG46). Adaptation française de Yann Walcker.
- 2012 : Au bout de mes rêves qu'elle interprète avec Emmanuel Moire dans l'album Génération Goldman.
- 2014 : Kiss & Love. Participation au single inédit au profit du Sidaction[20],[21].